# Eleanor Calbes
Eleanor Calbes (Aparri, 20 februari 1940 - 19 april 2016) was een Filipijns sopraan. Calbes was de eerste Filipijnse zanger die op Broadway optrad.

## Biografie
Eleanor Calbes werd geboren op 20 februari 1940 in Aparri in de Filipijnse provincie Cagayan. Ze danste in haar jeugd voor de Bayanihan Philippine National Dance Company en wilde graag een carrière in de muziek. Hoewel haar familie zich geen opleiding in het buitenland kon veroorloven viel Calbes door allerlei audities op en kon ze op tournee in het buitenland. Ook bemachtigde ze een beurs voor een opleiding aan The Royal Conservatory of Music in het Canadese Toronto. 
Calbes zong haar eerste opera voor de Canadian Opera Company begin jaren '60. Meer dan 30 jaar later zong ze in 1991 haar laatste opera met de hoofdrol in 'Madama Butterfly' van Giacomo Puccini.
Halverwege de jaren '60 werd Calbes de eerste Filipijnse die in de beroemde theatershows op Broadway optrad toen ze de rol van 'Liat' kreeg in 'South Pacific'. Nadien had ze nog de rol van 'Tuptim' in "The King and I'. Met de musical 'West Side Story' trad ze op in 24 steden in heel Duitsland.  
In 2005 trad ze voor het laatst op in haar vaderland, met concerten in Manilla en haar geboorteplaats Aparri en in september 2012 was haar laatste optreden in het Canadese Mississauga.
Calbes overleed in 2016 op 76-jarige leeftijd. Ze trouwde met schrijver David A.B. Wickes en kreeg met hem een dochter, actrice en producent Lara Wickes. Nadien trouwde ze nog met de Canadese operazanger John Davidson Thomson.